# Kowthamaranahalli, Tumkur
Kowthamaranahalli là một làng thuộc tehsil Tumkur, huyện Tumkur, bang Karnataka, Ấn Độ.